# Buszewko (jezioro)
Buszewko (niem. Bussow See) –  niewielkie jezioro  na Równinie Gorzowskiej, w powiecie strzelecko-drezdeneckim, w gminie Strzelce Krajeńskie.
Jezioro otoczone lasami, położone około 1,5 km na południe od miejscowości Buszów. Jezioro posiada regularną linię brzegową, jest silnie zeutrofizowane jego brzegi na całej długości porośnięte są szeroki pasem roślinności wodnej.